# De bichos y flores
De bichos y flores es el segundo disco de La Vela Puerca, editado en 2001.
Algunos de sus temas más exitosos son El Viejo, Por Dentro, El Profeta, Burbujas, y Por la Ciudad. El disco fue grabado en los estudios Panda y La Casa de Los Ángeles por Ricardo Troilo y Aníbal Kerpel respectivamente. La producción artística estuvo a cargo de Gustavo Santaolalla. Participan entre otros Fernando Madina, vocalista de la banda española Reincidentes y León Gieco.

## Lista de canciones
| N.º   | Título                                                    | Escritor(es)                         | Duración |  |
| 1.    | «Por la ciudad»                                           | Sebastián Teysera                    | 03:02    |  |
| 2.    | «Por dentro»                                              | Sebastián Teysera                    | 02:37    |  |
| 3.    | «El viejo»                                                | Nicolás Lieutier - Teysera - Balbis  | 03:07    |  |
| 4.    | «El huracán» (Con Fernando Madina del grupo Reincidentes) | Sebastián Teysera - Lieutier         | 03:52    |  |
| 5.    | «Contradecir»                                             | Sebastián Teysera                    | 04:09    |  |
| 6.    | «El Profeta»                                              | Sebastián Teysera                    | 03:12    |  |
| 7.    | «Potosí»                                                  | Sebastián Teysera                    | 03:13    |  |
| 8.    | «Mañana»                                                  | Fabricio Castro - Teysera - Lieutier | 02:28    |  |
| 9.    | «El ojo moro» (Incluye texto de Carlos Molma)             | Sebastián Teysera                    | 02:23    |  |
| 10.   | «José sabía»                                              | Sebastián Teysera - Alejandro Balbis | 03:21    |  |
| 11.   | «Rebuscado»                                               | Sebastián Cebreiro                   | 02:51    |  |
| 12.   | «Burbujas»                                                | Sebastián Teysera - Lieutier         | 04:03    |  |
| 13.   | «De no olvidar»                                           | Alfredo Zitarrosa                    | 02:27    |  |
| 40:45 |                                                           |                                      |          |  |

## Integrantes
- Sebastián Teysera: Voz, guitarra en 1, 5, 7 y 10, melódica en 1, órgano en 7 y coros.
- Nicolás Lieutier: Bajo.
- Rafael Di Bello: Guitarras.
- Santiago Butler: Guitarras.
- Lucas De Azevedo: Batería.
- Coli Quijano: Saxofón.
- Alejandro Piccone: Trompeta.
- Sebastián Cebreiro: Voz y coros.

## Músicos invitados
- Murga Falta y Resto (en 10): Alejandro Balbis, Felipe Castro, Pablo Milich, Javier Carvallo, Gerardo Dorado, Leonardo Vargas, Jorge "Loquillo" Garrido.
- Murga Contrafarsa (en 10): Raúl García, Gerardo Canepa.
- Gustavo Santaolalla: Voz, coros, charango, percusión, tubos y arreglos de cuerdas en 5.
- Aníbal Kerpel: Hammond.
- León Gieco: Diálogo en 7 y armónica en 6, por cortesía de Emi Odeón
- Fernando Madina: Voz en 4, por cortesía de sí mismo.
- David Stout: Trombón en 2, 3, 4, 11 y 12, arreglo de cuerdas en 5.
- Harry Scorzo, Mike Harrison, Virginia Frazier, Alan Mautner: Cuerdas en 5.

- Mánager: Juan Zas.
- Producido por: Gustavo Santaolalla.
- Productor asociado: Aníbal Kerpel.
- PreProducción: La Morita (Jaureguiberry) y Salas Abasto (Buenos Aires).

- Grabado en: Estudios Panda, Buenos Aires y Estudio La Casa, Los Ángeles. Entre diciembre de 2000 y mayo de 2001 por Ricardo Troilo (Buenos Aires) con Demian Horowitz en asistencia y Aníbal Kerpel (Los Ángeles).
- Coordinación en surco: Adrián Sosa
- Mezclado en: La Casa en junio de 2001 por Ricardo Troilo, excepto 5, 7 y 10 por Gustavo Santaolalla Y Aníbal Kerpel.
- Diseño gráfico: Carolina Larrea.
- Diseño de tapa: Eduardo Chavarin y Carolina Larrea.
- Fotos: Matilde Campodónico.
- Web: Leonardo Trincabelli y [kbz].

## Videoclips
- Por dentro
- El viejo

## Dedicado a la memoria de Charlie Ghiringhelli
"A las aladas almas de las rosas de almendro de nata te requiero, que tenemos que hablar de muchas cosas compañero de alma, compañero."
Miguel Hernández

## Certificaciones
| País    | Organismo certificador | Certificación | Ventas certificadas | Ref.  |
| ------- | ---------------------- | ------------- | ------------------- | ----- |
| Uruguay | CUD                    | Oro           | 3 000               | [ 1 ] |